# The Flintstones: Surprise at Dinosaur Peak
The Flintstones: Surprise at Dinosaur Peak – komputerowa gra platformowa wyprodukowana przez studio Sol i wydana przez Taito Corporation w 1994 roku na konsolę Nintendo Entertainment System. Jest to sequel gry The Flintstones: The Rescue of Dino & Hoppy oraz adaptacja serialu animowanego wytwórni Hanna-Barbera – Flintstonowie.
Gra nigdy nie została wydana w Japonii w przeciwieństwie do swojego poprzednika. Została wydana w Ameryce Północnej przez Blockbuster Video jako tytuł do wypożyczenia.

## Fabuła
Głównymi bohaterami tej gry są Fred Flintstone i jego przyjaciel Barney Rubble, którzy wyruszają w drogę w poszukiwaniu swoich dzieci – Pebbles i Bamm-Bamm, bawiących się obok wulkanu. Po dotarciu na miejsce wybucha wulkan i odcina im drogę do powrotu. Na ratunek bohaterom przybywa Gazoo, który nie może powstrzymać erupcji wulkanu i głosi legendę, że na szczycie wulkanu przebywa Ognisty Dinozaur. Fred i Barney podejmują się zadania i ruszają w podróż, aby pokonać Ognistego Dinozaura oraz uratować Pebbles i Bamm-Bamm.